# Charles Kingsley Barrett
Charles Kingsley Barrett (4 mai 1917 - 26 août 2011) était un bibliste et pasteur Méthodiste britannique. Il a servi en tant que Professeur de théologie à l'Université de Durham et a écrit des commentaires sur les Actes des Apôtres, Jean, Romains, 1 Corinthiens et 2 Corinthiens.

## Enfance et éducation
Barret est né à Salford, et a étudié à Shebbear College, Devon, Pembroke College (Cambridge), et Wesley House à Cambridge.

## Carrière
Barrett a été ordonné au ministère dans l'Église méthodiste, et fût nommé professeur de théologie à l'Université de Durham en 1945, dans laquelle il fut élu professeur en 1958. Il prêchait régulièrement dans la cour de l'Église méthodiste à Darlington et plus à grande échelle.
Barrett fût décrit comme étant un disciple de Charles Harold Dodd comme 'le plus grand bibliste britannique du 20ème siècle' et 'le plus grand commentateur britannique des écrits du Nouveau Testament depuis Joseph Lightfoot'.

## Honneurs
Barret fût élu Membre de la British Academy en 1961, et a été récompensé par la Médaille Burkitt en 1966. Il a servi en tant que président de la Société des études du Nouveau Testament en 1973.
En 1982, un mélange a été publié en son honneur. Paul and Paulinism: Essays in Honour of C.K. Barrett incluait des contributions de Morna Hooker, F. F. Bruce, Ian Howard Marshall, Martin Hengel, et John Painter.